# Justice politique
L'existence d'une justice politique s'explique par la volonté du pouvoir qui tend à user des procédures judiciaires à des fins politiques .

## Différences
Cet usage politique du système judiciaire "s’apparente à une pratique du pouvoir davantage qu’à un mode de conduite des affaires publiques".
Il est distinct, voire opposé à la judiciarisation du politique, qui consiste à s’appuyer sur la justice pour répondre à de grandes questions politiques.

## Histoire
Juridictions pénales d'exception ont existé, en particulier: les tribunaux de l'Inquisition, les sections spéciales en France pendant la Seconde Guerre mondiale par le régime de Vichy, ou les tribunaux révolutionnaires dans la Russie post-révolutionnaire, ou le tribunal spécial de défense de l’État dans l'Italie fasciste, ou le Volksgerichtshof de l'Allemagne nazie.
Il est débattu de savoir si les juridictions suivantes établies en temps de démocratie ont respecté les garanties de l'état de droit, ou si elles ont été soumises à une impulsion politique: des tribunaux militaires durant la guerre d'Algérie, ou les Commissions militaires de Guantánamo, installées par le décret présidentiel de novembre 2001 signé par le président George W. Bush.